# Hatice
Hatice (ur. ok. 1494 w Edirne, zm. 2 listopada 1538 w Stambule) – córka osmańskiego sułtana Selima I i jego żony Ayşe Hafsy, siostra Sulejmana Wspaniałego, ciotka sułtana Selima II. Dostała imię na pamiątkę pierwszej żony proroka Mahometa. W latach 1523–1536 była małżonką Wielkiego Wezyra Ibrahima Paszy.

## Życiorys

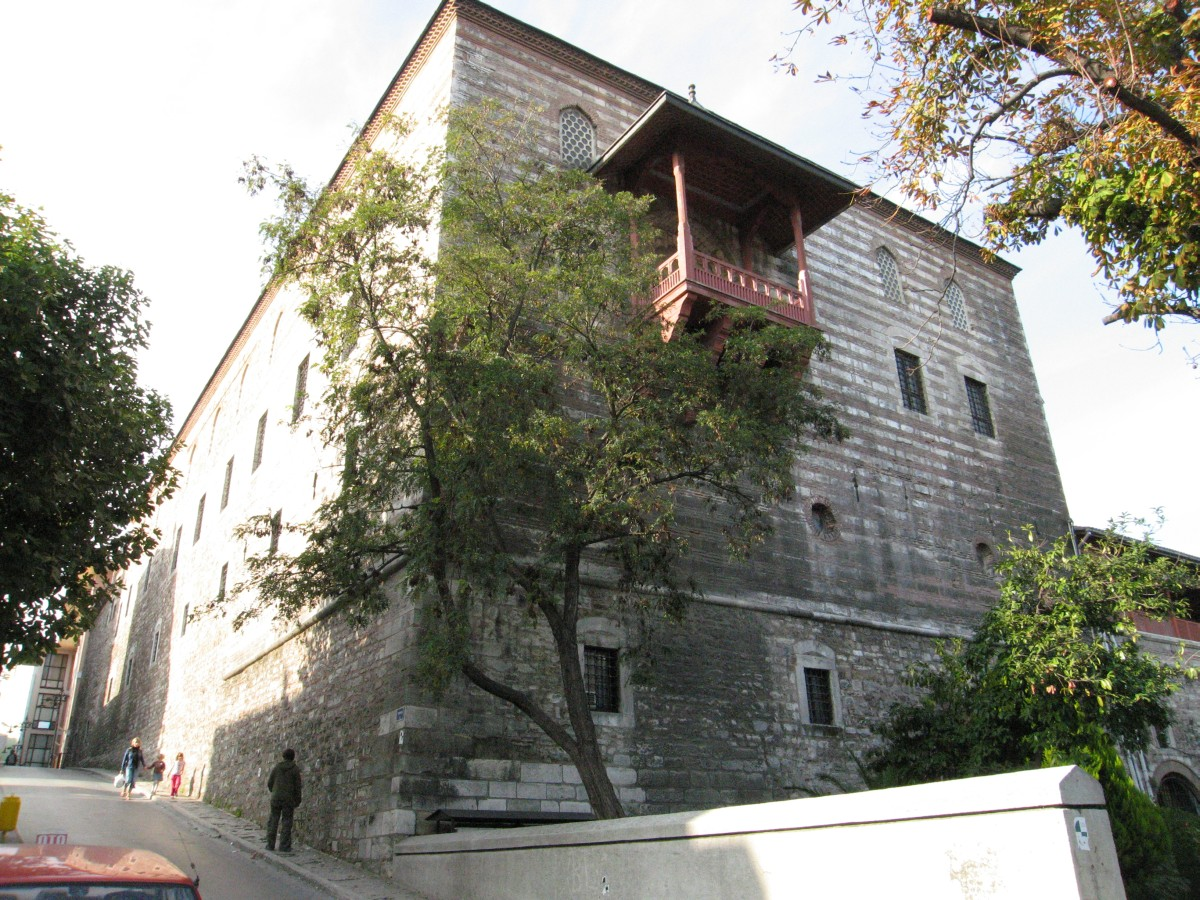
Pałac Ibrahima Paszy

W 1518 roku wyszła za mąż Iskendera Paszę, który umarł niedługo po ślubie i Hatice wróciła do matki. Kiedy w 1520 roku, po śmierci ojca, Sulejman został sułtanem, przeniosła się wraz z matką, teraz valide sultan, Ayşe Hafsą do Stambułu, do pałacu Topkapı. W 1524 roku Hatice wyszła za mąż za wielkiego wezyra Ibrahima Paszę. Uroczystości weselne były bardzo wystawne, trwały 15 dni i kosztowały skarb państwa wiele pieniędzy. Wywołało to niezadowolenie wśród janczarów i następnie spowodowało ich bunt. Sułtan Sulejman podarował nowożeńcom pałac na hipodromie w Stambule. Hatice urodziła Ibrahimowi trójkę dzieci, ale pierwsze dziecko zmarło zaraz po porodzie. W 1536 roku Ibrahim Pasza został stracony na rozkaz sułtana Sulejmana.
Hatice przeżyła męża o dwa lata i umarła w 1538 roku. Przyczyna śmierci i miejsce pochówku nie są dokładnie znane. Najprawdopodobniej spoczywa wraz z matką i ojcem w meczecie Selimiye w Edirne.

## Dzieci
Pierwszym dzieckiem Hatice był Mehmed, który wkrótce zmarł. Później urodziły się dwie córki Hatice i Ibrahima: Hanim Sultan (zm. 1582) i Fülane Sultan. Hanim leży prawdopodobnie w türbe Roksolany.

## W kinematografii
W popularnym serialu telewizyjnym Wspaniałe stulecie (Muhteşem Yüzyıl) jest jedną z głównych bohaterek. Rolę Hatice gra niemiecka aktorka tureckiego pochodzenia Selma Ergeç.

## Literatura
- John Freely: Tajemství paláců - soukromý život sultánů v Istanbulu, BB ART, 2004
- Leslie P. Peirce: The Imperial Harem: Women and Sovereignty in the Ottoman Empire
- Galina I. Yermolenko: Roxolana in European Literature, History and Culture (str. 9)
- Jane Taylor: Imperial Istanbul: A Traveller’s Guide. Includes Iznik, Bursa and Edirne